# Gouvernement Dombrovskis I
 (septembre 2023).
Si vous disposez d'ouvrages ou d'articles de référence ou si vous connaissez des sites web de qualité traitant du thème abordé ici, merci de compléter l'article en donnant les références utiles à sa vérifiabilité et en les liant à la section « Notes et références ».
République de Lettonie
Godmanis II Dombrovskis II
Le gouvernement Dombrovskis I (Dombrovska 1. Ministru kabinets, en letton) était le gouvernement de la République de Lettonie du 12 mars 2009 au 3 novembre 2010, durant la neuvième législature de la Diète.

## Coalition et historique
Dirigé par le nouveau Premier ministre conservateur libéral Valdis Dombrovskis, il est initialement formé d'une coalition entre le Parti populaire (TP), l'Union des verts et des paysans (ZZS), Nouvelle Ère (JL), Pour la patrie et la liberté (TB/LNNK) et l'Union civique (PS), qui disposaient ensemble de 67 députés sur 100 à la Diète.
Il a été formé à la suite de la démission d'Ivars Godmanis, Premier Parti de Lettonie/Voie lettonne (LPP/LC), et succède au gouvernement Godmanis II. Le 22 mars 2010, le TP se retire de la coalition, qui ne compte plus que 42 sièges sur 100 au Parlement. À la suite des élections législatives du 2 octobre 2010, Valdis Dombrovskis a reconstitué une majorité et formé le gouvernement Dombrovskis II.

## Composition

### Initiale (12 mars 2009)
| Fonction                                                   | Titulaire | Titulaire                                                                    | Parti   |
| ---------------------------------------------------------- | --------- | ---------------------------------------------------------------------------- | ------- |
| Premier ministre                                           |           | Valdis Dombrovskis                                                           | JL      |
| Ministre de la Défense                                     |           | Imants Lieģis                                                                | PS      |
| Ministre des Affaires étrangères                           |           | Māris Riekstiņš                                                              | TP      |
| Ministre des Affaires économiques                          |           | Artis Kampars                                                                | JL      |
| Ministre des Finances                                      |           | Einars Repše                                                                 | JL      |
| Ministre de l'Intérieur                                    |           | Linda Mūrniece                                                               | JL      |
| Ministre de l'Éducation et de la Science                   |           | Tatjana Koķe                                                                 | ZZS     |
| Ministre de la Culture                                     |           | Ints Dālderis                                                                | TP      |
| Ministre du Bien-être social                               |           | Uldis Augulis                                                                | ZZS     |
| Ministre du Développement régional et des Affaires locales |           | Edgars Zalāns                                                                | TP      |
| Ministre des Transports                                    |           | Kaspars Gerhards                                                             | TB/LNNK |
| Ministre de la Justice                                     |           | Mareks Segliņš                                                               | TP      |
| Ministre de la Santé                                       |           | Ivars Eglītis (jusqu'au 17/06/2009) Baiba Rozentāle (à partir du 29/06/2009) | TP      |
| Ministre de l'Environnement                                |           | Raimonds Vējonis                                                             | ZZS     |
| Ministre de l'Agriculture                                  |           | Jānis Dūklavs                                                                | ZZS     |

### Remaniement du 22 mars 2010
- Les nouveaux ministres sont indiqués en gras, ceux ayant changé d'attributions en italique.

| Fonction                                                                                         | Titulaire | Titulaire                              | Parti   |
| ------------------------------------------------------------------------------------------------ | --------- | -------------------------------------- | ------- |
| Premier ministre                                                                                 |           | Valdis Dombrovskis                     | JL      |
| Ministre de la Défense                                                                           |           | Imants Lieģis                          | PS      |
| Ministre des Affaires étrangères                                                                 |           | Intérim de Māris Riekstiņš             | TP      |
| Ministre des Affaires étrangères                                                                 |           | Aivis Ronis (à partir du 29/04/2010)   | Sans    |
| Ministre des Affaires économiques                                                                |           | Artis Kampars                          | JL      |
| Ministre des Finances                                                                            |           | Einars Repše                           | JL      |
| Ministre de l'Intérieur Ministre de la Santé (intérim)                                           |           | Linda Mūrniece                         | JL      |
| Ministre de l'Éducation et de la Science                                                         |           | Tatjana Koķe                           | ZZS     |
| Ministre de la Culture                                                                           |           | Ints Dālderis                          | JL      |
| Ministre du Bien-être social                                                                     |           | Uldis Augulis                          | ZZS     |
| Ministre des Transports                                                                          |           | Kaspars Gerhards                       | TB/LNNK |
| Ministre de la Justice                                                                           |           | Intérim de Uldis Augulis               | ZZS     |
| Ministre de la Justice                                                                           |           | Imants Lieģis (à partir du 19/04/2010) | PS      |
| Ministre de l'Environnement Ministre du Développement régional et des Affaires locales (intérim) |           | Raimonds Vējonis                       | ZZS     |
| Ministre de l'Agriculture                                                                        |           | Jānis Dūklavs                          | ZZS     |

### Remaniement du 15 mai 2010
- Les nouveaux ministres sont indiqués en gras, ceux ayant changé d'attributions en italique.

| Fonction                                                   | Titulaire | Titulaire          | Parti   |
| ---------------------------------------------------------- | --------- | ------------------ | ------- |
| Premier ministre                                           |           | Valdis Dombrovskis | JL      |
| Ministre de la Défense Ministre de la Justice              |           | Imants Lieģis      | PS      |
| Ministre des Affaires étrangères                           |           | Aivis Ronis        | Sans    |
| Ministre des Affaires économiques                          |           | Artis Kampars      | JL      |
| Ministre des Finances                                      |           | Einars Repše       | JL      |
| Ministre de l'Intérieur                                    |           | Linda Mūrniece     | JL      |
| Ministre de l'Éducation et de la Science                   |           | Tatjana Koķe       | ZZS     |
| Ministre de la Culture                                     |           | Ints Dālderis      | JL      |
| Ministre du Bien-être social                               |           | Uldis Augulis      | ZZS     |
| Ministre du Développement régional et des Affaires locales |           | Dagnija Staķe      | ZZS     |
| Ministre des Transports                                    |           | Kaspars Gerhards   | TB/LNNK |
| Ministre de la Santé                                       |           | Didzis Gavars      | Sans    |
| Ministre de l'Environnement                                |           | Raimonds Vējonis   | ZZS     |
| Ministre de l'Agriculture                                  |           | Jānis Dūklavs      | ZZS     |